# 김태룡 (정치인)
김태룡(金泰龍, 1934년 1월 4일~2024년 4월 22일)은 대한민국의 정치인으로, 제12대 국회의원을 지냈다.
충청남도 연기군(현 세종특별자치시) 출신이며 대전고등학교, 충남대학교를 졸업했다. 고려대학교 대학원 과정을 수료하고 충남대학교에서 법학 강사로 근무했다. 1963년에 국민의당 창당 과정에 참여하면서부터 야당에서 활동했고 나중에 민주당, 민중당 당원으로 활동했다. 1967년부터 신민당 당원으로 활동한 이후에 신민당 충청남도 제2지구당위원장을 역임했다.
1971년에 실시된 대한민국 제8대 국회의원 선거에서 충청남도 대전시 을 선거구 신민당 후보로 출마했으나 김용태 민주공화당 후보에게 패배하여 낙선했다. 1973년에 실시된 대한민국 제9대 국회의원 선거에서 충청남도 대전시 신민당 후보로 출마했으나 김용태 민주공화당 후보·박병배 민주통일당 후보에 패배하여 낙선했다. 1977년에 신민당 야당성회복투쟁동지회 회장으로 활동하다가 1980년에 전두환이 이끌던 하나회의 집권을 계기로 정치 활동 규제 대상자 명단에 이름을 올렸다. 1984년에 해금된 이후에 민주화추진협의회 상임운영위원을 역임했다.
1985년에 실시된 대한민국 제12대 국회의원 선거에서 충청남도 대전시 중구 선거구 신한민주당 후보로 출마하여 민주정의당 강창희 후보와 함께 당선되었다. 1987년 1월에는 홍사덕의 후임 신한민주당 대변인으로 임명되었으나 1987년에 신한민주당을 탈당하고 통일민주당에 입당하여 통일민주당 대변인을 역임했다. 1988년에 실시된 대한민국 제13대 국회의원 선거에서는 충청남도 대전시 서구 통일민주당 후보로 출마했으나 박충순 신민주공화당 후보에게 패배하여 낙선했다.
1990년에 3당 합당을 계기로 민주자유당 당원으로 활동했다. 1992년에 실시된 대한민국 제14대 국회의원 선거를 앞두고 있던 민주자유당의 공천 탈락 결정에 반발하여 탈당하고 통일국민당에 입당하여 대전 서구·유성구 후보로 출마했으나 무소속 이재환 후보에게 패배하여 낙선했다. 2000년에는 민주국민당 창당 과정에 합류하여 대표최고위원을 역임했으며 대한민국헌정회 이사를 역임했다. 2004년에는 김동주의 뒤를 이어 민주국민당 대표로 임명되었으나 민주국민당은 대한민국 제17대 국회의원 선거에서 득표율 미달로 인하여 정당 등록이 취소되었다.

## 역대 선거 결과
|  | 36.46% |

|  | 8.98% |

|  | 21.48% |

|  | 29.81% |

|  | 28.51% |